# Anders Mårten Ahlenius
Anders Mårten Ahlenius, född 25 mars 1874 i Grönahögs församling, Älvsborgs län, död 1 oktober 1956 i Sandarne församling, Söderhamns stad, var en svensk köpman.
Ahlenius, som genomgått handelsskola i Stockholm, var innehavare av A M Ahlenius skepps- och diversehandel i Sandarne och Sandarne diversehandel (grundad 1907). Han var kyrkvärd, vice ordförande i Söderhamns folkskolstyrelse samt ledamot av flera kommunala och kyrkliga nämnder i Söderhamn. Han var ordförande i Söderhamns köpmannaförening, styrelseledamot i Gävleborgs läns köpmannaförbund och Skandinaviska bankens avdelningskontor.